# Maranguape
Maranguape é um município brasileiro no estado do Ceará. Localizado na Região Metropolitana de Fortaleza, a 27 km da capital. É berço do fundador do Correio no Ceará, Álvaro da Cunha Mendes; da abolicionista Elvira Pinho e de um dos proclamadores da República, o Tenente Coronel Jaime Benévolo; do matemático e General de Brigada Francisco Benévolo; do professor e escritor Tenente Odilon Benévolo; do historiador e jurista João Capistrano de Abreu; do humorista Chico Anysio e da atriz Lupe Gigliotti, nome artístico de Maria Lupicínia Viana de Paula Coelho. É a terra do Severino Sombra e Jeová Mota.

## Etimologia
O topônimo maranguape vem do tupi maragoab e significa Vale da Batalha. O nome é uma alusão ao lendário cacique da tribo de índios que dominava a região.
Sua denominação original era Alto da Vila, depois da expansão da área e a ocupação da outra margem do rio Pirapora, a porção original da vila passou a ser chamada Outra Banda enquanto a margem oposta ia se formando enquanto centro, desde 1760, Maranguape.

## História
As origens de Maranguape retornam aos primeiros habitantes destas terras, índios de várias etnias como os: potiguaras, pitaguaris. Os quais já cultivavam mandioca, milho e sabiam da existência de minerais na região.
As terras de Maranguape receberam no ano de 1649, a visita dos holandeses durante a expedição em busca das minas de prata na serra da Taquara e serra de Maranguape. Na serra da Taquara, estes ainda ergueram uma base de apoio em cima da serra.
Com a saída dos holandeses do Ceará, o território de Maranguape vem a ser habitado pelos portugueses via sesmarias. A aglomeração às margens do riacho Pirapora e a capela de Nossa Senhora da Penha consolidam-se como núcleo urbano no século XIX, com a implementação das plantações de café.
Em 1875, Maranguape recebe um grande impulso econômico com a inauguração da linha férrea Estrada de Ferro de Baturité e a estação de trem. Esta funcionou até os anos de 1963, quando foi desativada.
Na segunda metade do século XIX, mais uma leva de portugueses iniciou mais uma atividade econômica, a plantação da cana-de-açúcar e a produção de cachaça.

## Geografia

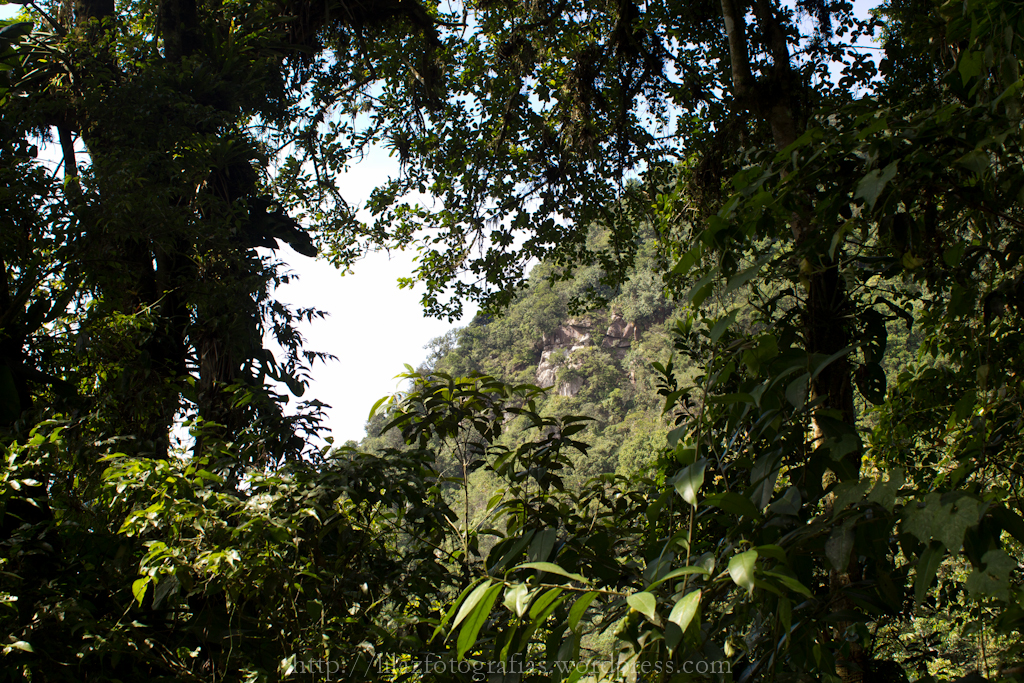
Flora da Serra de Maranguape.

### Clima
Tropical quente semiárido brando com pluviometria média de 1.199,6 mm com chuvas concentradas de janeiro a maio.

### Hidrografia e recursos hídricos
As principais fontes de água são: Rio Maranguapinho, Riacho Água Verde, Lagoa do Juvenal e açude do Penedo.

### Relevo e solos
Serra de Maranguape e Serra da Aratanha, Pelada, com principal elevação o Pico da Rajada com 980 metros acima do nível do mar.

### Vegetação
Vestígios de Mata Atlântica, caatinga.

### Subdivisão
O município tem 17 distritos: Sede, Amanari, Antônio Marques, Cachoeira, Itapebussu, Jubaia, Lages, Lagoa do Juvenal, Manoel Guedes, Papara, Penedo, São João do Amanari, Sapupara, Tanques, Ladeira Grande, Umarizeiras e Vertentes do Lagedo.

## Economia
Antigamente, a economia de Maranguape tinha por base a agropecuária. Mas segundo dados do último Censo do IBGE (2010), esse cenário foi mudado pelos seguintes setores, respectivamente: serviços, indústria e agropecuária 
 (Consultar aba Economia). 
As principais empresas de Maranguape são do ramo calçadista, de vestuário, eletrodomésticos e a indústria de aguardente.

### Turismo
O turismo, cujo potencial não é bem explorado, também é uma fonte de renda para o município devido aos atrativos naturais, como as Serras, nas quais existem várias trilhas por onde pode-se fazer caminhadas ecológicas por exemplo, trilha da Pedra do Derretido, ou na Pedra da Rajada.
Maranguape é sede do único balneário da região metropolitana de Fortaleza em funcionamento contínuo desde a sua fundação. O Cascatinha Balneário & Chalés recebe associados e visitantes desde 1963. O complexo conta com parque aquático com piscinas e toboáguas, restaurante, chalés e pousada, cascatas, bicas, piscinas naturais, lago com caiaques, área para prática de esportes e jogos.
Outro atrativo é o Y-Park, museu e parque de esporte do Grupo Ypioca.
O esporte também intensifica o turismo da região com o clube Maranguape Futebol Clube e o Estádio Moraisão.

## Cultura
Os principais eventos culturais são:
- Festa de São Sebastião (20 de janeiro),
- Pré-Carnaval (fevereiro),
- Farinhada e Cavalgada - Cachoeira (em março - sábado que antecede o dia 19 de março),
- Festival do Feijão Verde - Cachoeira (abril),
- Festival junino (junho),
- Festa de Santa Ana - Cacimbão (16 a 26 de julho),
- Feira de Artesanato (agosto),
- Festival do Humor (agosto),
- Dia da Independência (7 de setembro),
- Festa de Nossa Senhora da Penha (8 de setembro),
- Festejos do Distrito de Tanques, 11 á 21 de setembro (terceiro sábado do mês de setembro),
- Vaquejada - Itapebussu (fim de setembro),
- Festa de São Miguel - Itapebussu (29 de setembro),
- Festa de Santa Terezinha - 1 de outubro,
- Festa de Nossa Senhora do Rosário - Umarizeiras (7 de outubro),
- Dia do Município (17 de novembro),
- Festa de Nossa Senhora da Conceição (28 de Nov. a 08 de Dez) - Paróquia de Tabatinga,
- Festa de Santa Luzia - Lages (3 a 13 de dezembro),
- Corrida de Jumentos em Lages,
- Réveillon da cidade (31 de dezembro).

## Educação
No total são 116 escolas e instituições, sendo que são 88.351 habitantes alfabetizados.

## Saúde
Total de estabelecimentos de saúde: 45 

## Política

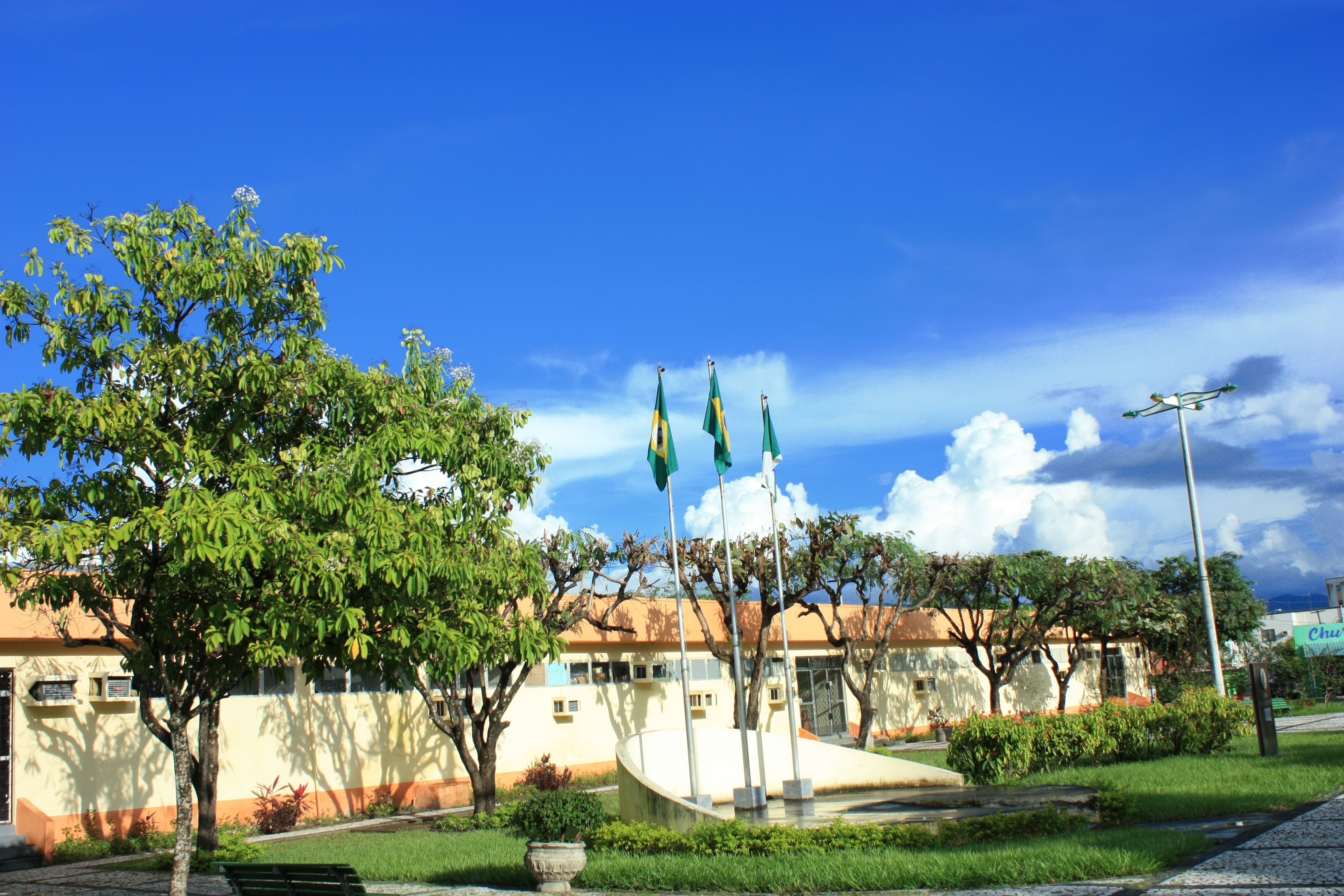
Prefeitura Municipal de Maranguape.

A administração municipal localiza-se na sede: Maranguape.
Antes de 1914 os prefeitos eram escolhidos pelo Governo Estadual para os interesses republicanos, só a partir dessa data os prefeitos foram escolhidos a voto popular.
| Prefeito                            | Início do mandato          | Fim do mandato    |
| ----------------------------------- | -------------------------- | ----------------- |
| Manoel de Paula Cavalcante          | 1914                       | 1918              |
| Otávio Albino de Oliveira           | 1919                       | 1920              |
| Manoel Onulfo Câmara                | 1920                       | 1923              |
| João Oliveira Mota                  | 1924                       | 1925              |
| Napoleão Leocádio de Lima           | 1928                       | 1930              |
| Otávio Albino de Oliveira           | 1930                       | 1933              |
| José de Paula Costa                 | Março de 1934              | Julho de 1934     |
| Aristóteles Canamari Ribeiro        | Julho de 1934              | Julho de 1934     |
| Ósimo de Alencar                    | Agosto de 1934             | Agosto de 1934    |
| José de Paula Costa                 | Setembro de 1934           | 1935              |
| Manoel Severo Barbosa               | 1935                       | 1936              |
| Raimundo Lopes Magalhães            | Fevereiro de 1936          | Junho de 1936     |
| Paulo Campos Tales                  | Julho de 1936              | 1938              |
| João Facundo Barbosa                | 1938                       | 1944              |
| Almir dos Santos Pinto              | 1944                       | 1945              |
| Walter de Mendonça Lopes            | 1945                       | 1946              |
| Almir dos Santos Pinto              | Maio de 1946               | Dezembro de 1946  |
| Valdir Bezerra                      | Janeiro de 1947            | Fevereiro de 1947 |
| José Fernandes Vieira               | Fevereiro de 1947          | Outubro de 1947   |
| Maria Mendes de Vasconcelos         | Outubro de 1947            | Janeiro de 1948   |
| Humberto Correia Mota               | 1948                       | 1951              |
| Antônio Marques de Abreu            | 1951                       | 1955              |
| Humberto Correia Mota               | 1955                       | 1959              |
| Antônio Botelho Câmara              | 1959                       | 1963              |
| Paulo Alfonso Cirino Nogueira       | 1963                       | 1967              |
| Antônio Botelho Câmara              | 1967                       | 1971              |
| Paulo Alfonso Cirino Nogueira       | 1971                       | 1973              |
| José Gurgel Filho                   | 1973                       | 1977              |
| Antônio Gonçalves Moreira           | 1977                       | 1983              |
| Pedro Pessôa Câmara                 | 1983                       | 1989              |
| Raimundo Gomes de Matos             | 1989                       | 1993              |
| Pedro Pessôa Câmara                 | 1993                       | 1997              |
| Raimundo Nonato de Oliveira         | 1997                       | Novembro de 1997  |
| Raimundo Marcelo Carvalho da Sailva | 1997                       | 2005              |
| Francisco Eduardo Mota Gurgel       | 2005                       | 2008              |
| George Lopes Valentim               | 2009                       | 2012              |
| Átila Câmara                        | 2013                       | 2016              |
| João Paulo Xerez                    | 2017                       | 2020              |
| Átila Câmara                        | 2021-2024 (atual prefeito) |                   |

## Grandes obras
Maranguape conta com grandes obras, entre elas o Maranguape Shopping Mall e uma estátua em homenagem à Chico Anysio.